# Nekrolog 1458
Nekrolog
◄◄
| ◄
| 1454
| 1455
| 1456
| 1457
| 1458 | 1459 | 1460 | 1461 | 1462 | ► | ►►
Weitere Ereignisse | Allgemeiner Nekrolog 1458
Die Beschreibung der verstorbenen Person sollte so kurz wie möglich gehalten sein und nur deren signifikante Tätigkeit(en) enthalten.
Neue Namen ggf. auch unter dem Geburts- und Sterbedatum, also etwa unter 1. Januar und im Geburts- und Sterbejahr (2024) eintragen (nur bei entsprechender großer Wichtigkeit). Für Beispiele siehe die schon vorhandenen Artikel.
Außerdem über die fünf zuletzt Verstorbenen, zu denen es einen ausreichend guten Artikel für eine Präsentation auf der Hauptseite gibt, nach der todesbedingten Überarbeitung der Artikel ggf. auch unter Wikipedia Diskussion:Hauptseite informieren und sie am besten auch in den anderen Wikipedia-Sprachversionen eintragen. Tipp: Regelmäßig bei news.google.de nach „ist tot“, „gestorben“ oder „verstorben“ suchen.
Wenn eine Person gestorben ist, gibt es viele Seiten zu dieser Person in der Wikipedia, die davon auch betroffen sind und entsprechend aktualisiert werden müssen. Beispiele: Namenübersichtsseite, Geburtsjahr, Geburtsort-Seiten und viele mehr.
Wie finde ich die betroffenen Seiten?
Im Suchfeld auf der linken Seite gibt man den Suchbegriff so ein: „Vorname Nachname“. Dann klickt man auf Volltext und alle Seiten mit entsprechendem Suchtext werden aufgerufen. Hier sieht man dann schnell, wo auch das Todesjahr Sinn macht oder sogar ein Teil des Artikels angepasst werden muss. Auch hilft das „Werkzeug“ auf der linken Seite sehr gut, um solche Seiten aufzufinden: „Links auf diese Seite“. Somit ist die Wikipedia wieder aktuell in allen Bereichen! Hinweis: bei Eintragung der Kategorie „Gestorben JAHR“ wird der Missbrauchsfilter 49 ausgelöst, was jedoch nicht schlimm ist. Siehe: Spezial:Missbrauchsfilter/49
Dies ist eine Liste von im Jahr 1458 verstorbenen bekannten Persönlichkeiten. Die Einträge erfolgen innerhalb der einzelnen Daten alphabetisch sortiert. Tiere sind im Nekrolog für Tiere zu finden.

## Januar
| Tag        | Name      | Beruf, bekannt als  | Alter | Beleg |
| ---------- | --------- | ------------------- | ----- | ----- |
| 17. Januar | Ludwig I. | Landgraf von Hessen | 55    |       |

## Februar
| Tag         | Name            | Beruf, bekannt als | Alter | Beleg |
| ----------- | --------------- | ------------------ | ----- | ----- |
| 19. Februar | Johann          | Graf von Neuenburg | 61    |       |
| 20. Februar | Lazar Branković | serbischer Fürst   |       |       |

## März
| Tag      | Name                   | Beruf, bekannt als | Alter | Beleg |
| -------- | ---------------------- | --- | ----- | ----- |
| 6. März  | Friedrich Reiser       | deutscher Hussit und Waldenser |       |       |
| 11. März | Euthymius II.          | Erzbischof von Nowgorod und Pskow |       |       |
| 22. März | Antoine de Vaudémont   | französischer Fürst; Graf von Vaudémont (1418–1458); Herr von Joinville (1418–1458); Graf von Aumale (1452–1458); Baron von Elbeuf (1452–1458) |       |       |
| 25. März | Iñigo López de Mendoza | spanischer Humanist, Dichter, Büchersammler, Mäzen und Soldat                                                                                  | 59    |       |

## April
| Tag       | Name           | Beruf, bekannt als     | Alter | Beleg |
| --------- | -------------- | ---------------------- | ----- | ----- |
| 28. April | Matthäus Hagen | waldensischer Prediger |       |       |

## Mai
| Tag     | Name                    | Beruf, bekannt als                                                      | Alter | Beleg |
| ------- | ----------------------- | ----------------------------------------------------------------------- | ----- | ----- |
| 7. Mai  | Arnold von Rotberg      | Bischof von Basel                                                       |       |       |
| 14. Mai | Juan de Segovia         | spanischer Theologe, Vertreter des Konziliarismus auf dem Basler Konzil |       |       |
| 20. Mai | Leonhard Wismair        | Bischof von Chur                                                        |       |       |
| 21. Mai | Petr Aksamit            | böhmischer Heeresführer der Brüderlichen Unität                         |       |       |
| 29. Mai | Hermann von Sachsenheim | mittelhochdeutscher Dichter                                             |       |       |

## Juni
| Tag      | Name      | Beruf, bekannt als                    | Alter | Beleg |
| -------- | --------- | ------------------------------------- | ----- | ----- |
| 27. Juni | Alfons V. | König von Aragon, Neapel und Sizilien |       |       |

## Juli
| Tag      | Name               | Beruf, bekannt als                                            | Alter | Beleg |
| -------- | ------------------ | ------------------------------------------------------------- | ----- | ----- |
| 8. Juli  | Gottfried Lange    | Domherr in Lübeck sowie in Bardowiek und Bischof von Schwerin |       |       |
| 14. Juli | Domenico Capranica | Humanist und Kardinal der Römisch-Katholischen Kirche         | 58    |       |
| 15. Juli | Bernhard II.       | Markgraf von Baden                                            |       |       |

## August
| Tag        | Name                              | Beruf, bekannt als                                      | Alter | Beleg |
| ---------- | --------------------------------- | ------------------------------------------------------- | ----- | ----- |
| 6. August  | Kalixt III.                       | Papst (1455–1458)                                       | 79    |       |
| 18. August | Wilhelm IV. von Angelach-Angelach | Reichsritter aus dem Geschlecht der Herren von Angelach |       |       |

## September
| Tag           | Name                | Beruf, bekannt als                                                | Alter | Beleg |
| ------------- | ------------------- | ----------------------------------------------------------------- | ----- | ----- |
| 26. September | Pedro Luis de Borja | jüngerer Bruder von Rodrigo Borgia sowie Neffe von Alfonso Borgia |       |       |

## Oktober
| Tag        | Name                 | Beruf, bekannt als             | Alter | Beleg |
| ---------- | -------------------- | ------------------------------ | ----- | ----- |
| 1. Oktober | Margaretha von Ahaus | Äbtissin im Stift Freckenhorst |       |       |

## November
| Tag          | Name               | Beruf, bekannt als                        | Alter | Beleg |
| ------------ | ------------------ | ----------------------------------------- | ----- | ----- |
| 21. November | Andrieu d’Humières | Militär im Dienst des Herzogs von Burgund |       |       |

## Dezember
| Tag          | Name        | Beruf, bekannt als  | Alter | Beleg |
| ------------ | ----------- | ------------------- | ----- | ----- |
| 26. Dezember | Arthur III. | Herzog der Bretagne | 65    |       |

## Datum unbekannt
| Tag | Name                           | Beruf, bekannt als                                            | Alter | Beleg |
| --- | ------------------------------ | ------------------------------------------------------------- | ----- | ----- |
|     | Magdalena Beutler              | katholische Mystikerin des Spätmittelalters                   |       |       |
|     | Johannes von Borotin           | böhmischer Gelehrter                                          |       |       |
|     | Erich I. von Münster           | Administrator des Bistums Osnabrück; Gegenbischof von Münster |       |       |
|     | Eberhard Friedberger           | Baumeister, Steinmetz und Ingenieur                           |       |       |
|     | Domenico Gattilusio            | Archon (Regent bzw. Herr) von Lesbos                          |       |       |
|     | Ludolf Grove                   | römisch-katholischer Bischof von Ösel-Wiek in Livland         |       |       |
|     | Gerhard von Haren, der Jüngere | Schöffe und Bürgermeister der Reichsstadt Aachen              |       |       |
|     | Johann II.                     | König von Zypern                                              |       |       |
|     | Vrana Konti                    | albanischer Graf und Berater Skanderbegs                      |       |       |
|     | Maffeo Vegio                   | italienischer Dichter und Autor des humanistischen Lateins    |       |       |